# 南方兔儿伞
南方兔儿伞（学名：Syneilesis australis）为菊科兔儿伞属下的一个种。

## 扩展阅读
- 維基物種上的相關：南方兔儿伞